# Nowosiółki (rejon kamieniecki)
Nowosiółki (biał. Навасёлкі, Nawasiołki; ros. Новосёлки, Nowosiołki) – agromiasteczko na Białorusi, w obwodzie brzeskim, w rejonie kamienieckim, w sielsowiecie Wołczyn, nad Bugiem, który stanowi tu granicę państwową z Polską.

## Historia
W dwudziestoleciu międzywojennym leżały w Polsce, w województwie poleskim, w powiecie brzeskim, w gminie Wołczyn. W 1921 miejscowość liczyła 403 mieszkańców, zamieszkałych w 117 budynkach, w tym 375 Białorusinów, 20 Polaków i 8 Rusinów. 383 mieszkańców było wyznania prawosławnego i 20 rzymskokatolickiego.
Po II wojnie światowej w granicach Związku Sowieckiego. Od 1991 w niepodległej Białorusi.